# Зуевский сельсовет (Курская область)
Зуевский сельсове́т — муниципальное образование со статусом сельского поселения в Солнцевском районе Курской области.
Административный центр — село Зуевка.

## История
Находился при фашистской оккупации. 
С февраля 1943 года, после освобождения района, на территории Зуевского сельсовета действовали: с. Зуевка, х. Красная Плота, х. Солнцев Верх.
Законом Курской области от 15 августа 1996 года № 6-ЗКО на территории Зуевского сельсовета образовано муниципальное образование Зуевский сельсовет.
Законом Курской области от 21 октября 2004 года № 48-ЗКО (в ходе муниципальной реформы 2006 года) муниципальное образование Зуевский сельсовет наделено статусом сельского поселения.
Законом Курской области от 26 апреля 2010 года № 26-ЗКО муниципальное образование Зуевский сельсовет, муниципальное образование Дежевский сельсовет и муниципальное образование Выползовский сельсовет были преобразованы путём объединения в муниципальное образование Зуевский сельсовет.

## Население
| 2002  | 2010  | 2012  | 2013  | 2014  | 2015  | 2016  |
| ----- | ----- | ----- | ----- | ----- | ----- | ----- |
| 1713  | ↗2735 | ↘2614 | ↘2511 | ↗2520 | ↘2485 | ↘2461 |
| 2017  | 2018  | 2019  | 2020  | 2021  |       |       |
| ↘2448 | ↘2405 | ↘2308 | ↘2254 | ↘2141 |       |       |

## Состав сельского поселения
| №  | Населённый пункт | Тип населённого пункта       | Население |
| -- | ---------------- | ---------------------------- | --------- |
| 1  | Александровка    | деревня                      | ↘48       |
| 2  | Буланец          | хутор                        | ↘111      |
| 3  | Выползово        | село                         | ↘242      |
| 4  | Горбуновка       | деревня                      | ↘53       |
| 5  | Гридасово        | деревня                      | ↘217      |
| 6  | Дежевка          | село                         | ↘173      |
| 7  | Зуевка           | село, административный центр | ↗1148     |
| 8  | Калинов          | хутор                        | ↘11       |
| 9  | Княжая           | деревня                      | ↘233      |
| 10 | Красная Плота    | хутор                        | →0        |
| 11 | Лучки            | хутор                        | ↘9        |
| 12 | Малая Зуевка     | деревня                      | ↘39       |
| 13 | Малиновка        | деревня                      | ↘68       |
| 14 | Меловая          | деревня                      | ↘139      |
| 15 | Морозов          | хутор                        | →0        |
| 16 | Надежевка        | деревня                      | ↘24       |
| 17 | Ржаво-Плота      | хутор                        | ↘57       |
| 18 | Сараевка         | село                         | ↘163      |

## Транспорт
По территории сельсовета проходят пути железнодорожной магистрали «Курск — Белгород — Старый Оскол» с двумя станциями и двумя платформами:
- 4 км (платформа) — платформа на ветке Сараевка — Старый Оскол
- Надежевка — платформа на ветке Сараевка — Курск
- Сараевка[17] — станция на пересечении линии Курск — Белгород и ветки Сараевка — Старый Оскол
- Сараевка-2 — грузовая станция на пересечении веток Сараевка — Старый Оскол и Солнцево — Старый Оскол, ныне не действующая в связи с переносом грузопотока металла с Курска на Белгород.